# Thác Bạt Hột Na
Thác Bạt Hột Na (giản thể: 拓跋纥那; phồn thể: 拓跋紇那; bính âm: Tuòbá Hénà), không rõ năm sinh và mất, là một Đại vương của nước Đại và thủ lĩnh tối cao của bộ lạc Thác Bạt của người Tiên Ti vào thời Ngũ Hồ thập lục quốc trong lịch sử Trung Quốc. Ông tại vị từ năm 325 đến 329 và từ năm 335 đến 337. Ông là con trai của Thác Bạt Y Đà và là em trai của Thác Bạt Hạ Nhục. Năm 325, Thác Bạt Hạ Nhục qua đời, Thác Bạt Hột Na lên kế vị.
Năm 327, Trung Sơn công Thạch Hổ của Hậu Triệu phái quân tấn công Thác Bạt Hột Na, Thác Bạt Hột Na bại trận phải dời thủ phủ đến Đại Ninh (大寧, nay thuộc Trương Gia Khẩu, Hà Bắc). Năm 329, Hạ Lan bộ và các tù trưởng khác cùng nhau lập con trai của một người anh em họ của Thác Bạt Hột Na là Thác Bạt Ế Hòe lên làm Đại vương. Thác Bạt Hột Na đào thoát đến Vũ Văn bộ.
Năm 335, Thác Bạt Ế Hòe giết chết cữu phụ là Hạ La Ái Đầu (賀蘭藹頭), tức tù trưởng của Hạ Lan bộ, các bộ lạc do vậy đã nổi loạn, Thác Bạt Hột Na từ Vũ Văn bộ trở về, lại được ủng hộ lên làm Đại vương, Thác Bạt Ế Hòe đào thoát đến Hậu Triệu. Năm 337, Thác Bạt Ế Hòe được tướng Lý Mục (李穆) của Hậu Triệu hộ tống về Đại Ninh, các thuộc hạ cũ của Thác Bạt Ế Hòe lần lượt quy phục, Thác Bạt Hột Na lại phải chạy đến Tiền Yên, sau đó không rõ tung tích.
Thác Bạt Hột Na là một trong số các tổ tiên của Thác Bạt Khuê. Thác Bạt Khuê sau khi xưng đế, trở thành Bắc Ngụy Đạo Vũ Đế đã truy thụy hiệu cho Thác Bạt Hột Na là Dương Hoàng đế (煬皇帝).